# Fuirena calolepis
Fuirena calolepis là loài thực vật có hoa trong họ Cói. Loài này được K. Schum. mô tả khoa học đầu tiên năm 1898.